# Csomasz Tóth Kálmán
Csomasz Tóth Kálmán (született: Tóth Kálmán, Tapolcafő, 1902. szeptember 30. – Budapest, 1988. november 20.), Cs. Tóth Kálmán, református lelkész, teológiai tanár, zenetörténész, himnológus, kandidátus (1962).

## Családja
Dunántúli református nemesi családban született. Apja nemes Tóth Kálmán (1859–1930), tapolcafői igazgató-tanító, anyja a régi református nemesi családból való adorjánházi Csomasz Julianna (1867–1947). Az apai nagyszülei nemes Tóth István nemesszalóki néptanító és adorjánházi Csomasz Mária voltak. Az anyai nagyszülei adorjánházi Csomasz Károly (1832–1888), sáregresi református kántortanító, és nemes Szalay Lídia (1845–1898) voltak. Az egyik anyai nagybátyja Csomasz Gyula (1865–1934), kormánytanácsos, egyház-kerületi és egyházmegyei tanácsbíró, a szentkirályszabadjai református egyház lelkésze. Az anyjának az egyik elsőfokú unokatestvére adorjánházi Csomasz Béla (1865–1946), ügyvéd, veszprémi királyi törvényszéki aljegyző, a Veszprém vármegyei Függetlenségi és Negyvennyolcas Párt elnöke, a „Veszprém"c. lapvolt felelős szerkesztője volt.

## Életútja
Középiskolai tanulmányait a Pápai Református Kollégium Gimnáziumában végezte (1914-1920). Teológiát Pápán (1920-1922) és Daytonban (USA, 1922-1924) tanult. Segédlelkész volt Lorainban és Detroitban, majd Mezőtúron és Budapesten. 1925-től 1928-ig – az Eötvös Kollégium tagjaként – a Pázmány Péter Tudományegyetem Bölcsészettudományi Karának hallgatója volt. 1928-tól 1932-ig Kaposvárott hitoktató, majd 1932-től sárkeresztesi, 1938-tól csurgói lelkész. 1950-től Budapesten a református konventi misszió lelkésze, 1952-től a budapesti református teológián az egyházi ének és zene szakelőadója, 1966-tól 1979-ben történt nyugdíjba vonulásáig címzetes főiskolai tanár. Az MTA Zenetudományi Bizottságának 1973 óta tagja, 1976-ban elnöke volt.
Kiterjedt irodalmi munkásságot fejtett ki. Számos cikke, tanulmánya, műfordítása és néhány verse jelent meg különböző hazai és külföldi egyházi és szakfolyóiratokban. Szerkesztője az először 1948-ban megjelent „Énekeskönyv magyar reformátusok használatára” összeállításnak (amelyet Szlovákiában is kiadtak, s amely alapján a szlovák nyelvű református énekeskönyv is készült). Több szaklexikon és zenetörténeti tanulmánykötet munkatársa.

## Emlékezete
Névadója a Dédestapolcsányban  Csomasz Tóth Kálmán Református Alapfokú Művészeti Iskolának, a Székesfehérvári Belvárosi Református Egyházközség Csomasz Tóth Kálmán Kórusának, a Csomasz Tóth Kálmán Egyházi Énekversenynek és egy pápai utcának. 

## Művei[15]
- A református gyülekezeti éneklés. Útmutató és adattár a próbaénekeskönyvhöz; szerk. Czeglédy Sándor et al.; Zuglói Ny., Budapest, 1950 (Református egyházi könyvtár)
- Halottas énekeskönyveink dallamai (Budapest, 1953)
- A XVI. század magyar dallamai; Akadémiai, Budapest, 1958 (Régi magyar dallamok tára)
- Énekeskönyv magyar reformátusok használatára; szerk. Csomasz Tóth Kálmán; Magyar Református Egyház, Budapest, 1967
- A humanista metrikus dallamok Magyarországon; Akadémiai, Budapest, 1967
- Dicsérjétek az Urat! Tudnivalók énekeinkről; Református Zsinati Iroda Sajtóosztálya, Budapest, 1971; digitális változat[16]
- A magyar protestáns graduálok himnuszai (Budapest, 1977)
- Maróthi György és a kollégiumi zene (Budapest, 1978)
- Oh wahres Wort (Budapest, 1983)
- Hagyomány és haladás. Csomasz Tóth Kálmán válogatott írásai születése 100. évfordulójára; szerk., sajtó alá rend., utószó Bódiss Tamás, bibliográfia  Szűcs Endre; Református Egyházzenészek Munkaközössége, Budapest, 2003
- Nem én muzsikálok. Csomasz Tóth Kálmán válogatott versei; vál. Papp Árpád, Zákányi Bálint; PRTA, Pápa, 2004 (Pápai eperfa könyvek)
- "Új világosság jelenék". A reformáció korának magyar dallamai; Vox Insulae Sziget Hangja Közhasznú Egyesület, Tahitótfalu, 2007
- A XVI. század magyar dallamai Archiválva 2017. november 13-i dátummal a Wayback Machine-ben (2. átdolgozott, bővített kiadás;  szerk., sajtó alá rend. Ferenczi Ilona; Akadémiai Kiadó, Budapest, 2017)